# Jaroslav Šedivý
Jaroslav Šedivý (12. listopadu 1929 Praha – 27. ledna 2023) byl český historik, politik, ministr zahraničních věcí a velvyslanec.

## Život
Od 2. ledna 1948 byl členem KSČ. V roce 1952 vystudoval historii a slavistiku na Filozofické fakultě Univerzity Karlovy, v roce 1961 získal doktorát.
Od roku 1952 vykonával základní vojenskou službu, první rok v poddůstojnické škole u 2. dělostřeleckého pluku v Plzni, druhým rokem byl rozkazem ze dne 15. října 1953 přeložen do Prahy k 70. pěšímu praporu jako překladatel do ruštiny pro sovětského poradce ve Vojenské kontrarozvědce, která byla součástí Státní bezpečnosti. Výzvu ke vstupu do služebního poměru ve Vojenské kontrarozvědce v roce 1954 odmítl. Pracoval ve Slovanském ústavu Akademie věd v Praze, od roku 1957 poté jako vědecký pracovník Ústavu mezinárodní politiky a ekonomie. Po invazi do Československa byl v roce 1970 na 6 měsíců vězněn. Po propuštění pracoval např. jako lesní dělník, řidič a čistič oken.
Za socialismu publikoval pod cizími jmény – např. pro knihu Pokořená revoluce propůjčila jméno Yvette Heřtová, pro knihu Metternich kontra Napoleon Jan Halada.
V roce 1989 byl přijat do Prognostického ústavu Akademie věd. Stal se poradcem tehdejšího ministra zahraničí Dienstbiera. V červnu 1990 byl jmenován velvyslancem ČSFR ve Francii. Byl také velvyslancem v Belgii a Lucembursku. V letech 1997–1998 byl ministrem zahraničních věcí ČR. V Míčovně pražského hradu obdržel 7. března 1998 „Čestnou medaili T. G. Masaryka“, kterou mu udělilo Masarykovo demokratické hnutí. V letech 1999–2002 byl velvyslancem ve Švýcarsku.
Václav Klaus jej 28. října 2005 vyznamenal Medailí Za zásluhy II. stupně. Mirek Topolánek jako premiér v demisi vyznamenal v dubnu 2009 Jaroslava Šedivého Medailí Karla Kramáře.
Byl ženatý s Marií Šedivou, s níž měl syna Jiřího a dceru Hanu.

## Publikace
- Pokořená revoluce. Praha: Mladá fronta, 1977. 193 s. 2. vyd. Děkabristé: anatomie nezdařeného převratu. Praha: Volvox Globator, 2000. 188 s. ISBN 80-7207-336-2. (U prvního vydání knihy byla uvedena jako autorka Yvette Heřtová, ale ve skutečnosti byl autorem Jaroslav Šedivý.)
- Metternich kontra Napoleon. Praha: Panorama, 1985. 241 s. 4. vyd. Praha: Volvox Globator, 2005. 205 s. ISBN 80-7207-564-0. (U prvních dvou vydání knihy uveden jako autor Jan Halada, ale ve skutečnosti byl autorem Jaroslav Šedivý.)
- Černínský palác v roce nula: (ze zákulisí polistopadové zahraniční politiky). Praha: Ivo Železný, 1997. 164 s. ISBN 80-237-3492-X.
- Děkabristé: anatomie nezdařeného převratu. Praha: Volvox Globator, 2000. 188 s. ISBN 80-7207-336-2.
- Velvyslancem u Eiffelovy věže 1990–1994: (Praha – Paříž v zahraniční politice). Praha: Mladá fronta, 2008. 268 s. ISBN 978-80-204-1716-9.
- Tajemství a hříchy rytířů templářského řádu. Praha: Volvox Globator, 1999. 183 s. ISBN 80-7207-217-X. 2. vyd. Praha: Volvox Globator, 2008. 183 s. ISBN 978-80-7207-672-7.
- Diplomacie je uměním kompromisu: cesta do NATO, do EU a další příběhy: 1995–2002. Praha: Mladá fronta, 2009. 277 s. ISBN 978-80-204-2015-2.
- Jaroslav Šedivý: mé putování zmateným stoletím. Praha: Nakladatelství Lidové noviny, 2012. 378 s. ISBN 978-80-7422-188-0.
- Osudné spojenectví: Praha a Moskva, 1920–1948. Praha: Mladá fronta, 2015. 288 s. ISBN 978-80-204-3823-2.